# Haliotidae
Famille
Synonymes
- Haliotididae Rafinesque, 1815

Haliotidae est une famille de mollusques gastéropodes marins.

## Historique
La famille des Haliotidae est créée en 1815 par le naturaliste américain Constantin Rafinesque (1783-1840) .

## Liste des genres
Selon World Register of Marine Species (20 fev 2011) et ITIS (20 fev 2011), le seul genre accepté est :
- genre Haliotis Linnaeus, 1758

Quelques autres genres ont auparavant été placés dans cette famille, et sont maintenant considérés comme non-valides :

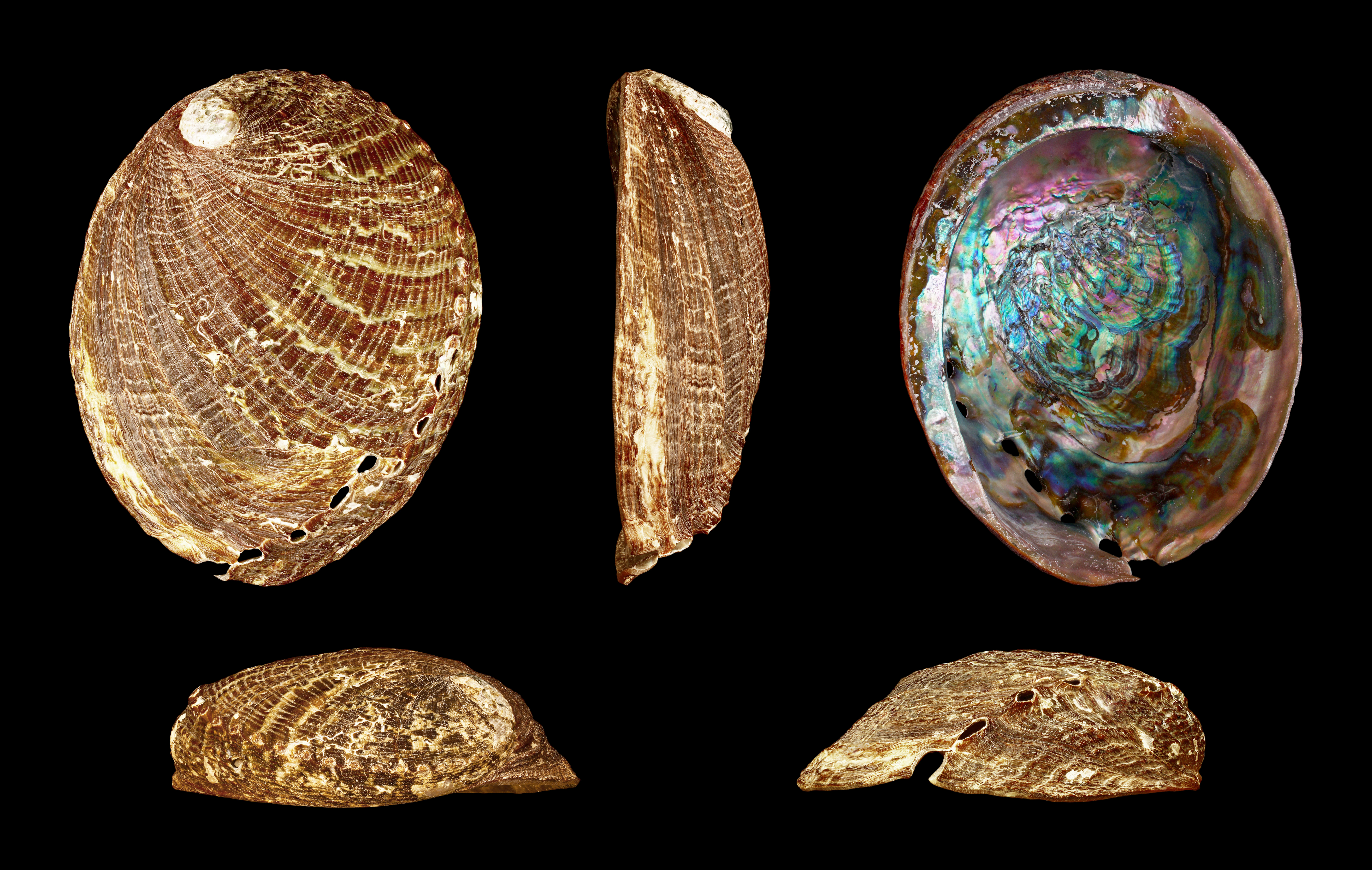
Haliotis fulgens fulgens

- genre Marinauris Iredale, 1927
- genre Nordotis Habe & Kosuge, 1964
- genre Padollus Montfort, 1810
- genre Sanhaliotis Iredale, 1929
- genre Sulclus H. & A. Adams, 1854